# Olympische Jugend-Sommerspiele 2018/Teilnehmer (Dominikanische Republik)
| Gelbes Symbol für Goldmedaillen mit stilisierten Olympischen Ringen | Graues Symbol für Silbermedaillen mit stilisierten Olympischen Ringen | Braundes Symbol für Bronzemedaillen mit stilisierten Olympischen Ringen |
| ------------------------------------------------------------------- | --------------------------------------------------------------------- | ----------------------------------------------------------------------- |
| 1                                                                   | —                                                                     | 1                                                                       |

Die Jugend-Olympiamannschaft der Dominikanischen Republik für die III. Olympischen Jugend-Sommerspiele vom 6. bis 18. Oktober 2018 in Buenos Aires (Argentinien) bestand aus 20 Athleten.

## Athleten nach Sportarten

### Badminton
Mädchen
- Nairoby Abigail Jiménez
Einzel: 17. Platz
Mixed: 4. Platz (im Team Zeta)

### Bogenschießen
Mädchen
- Stefany Jerez
Einzel17. Platz
Mixed: 17. Platz (mit Mateus Almeida  Brasilien)

### Futsal
Mädchen
- 9. Platz
- Pia Iturbides
- Ruberki Minyety
- Estela Jana
- Ivanna Mora
- Nayelis López
- Karla Muñiz
- María Ditren
- Alondra Collado
- Kamila Alcántara
- Ana Santos

### Gewichtheben
Mädchen
- Dahiana Ortiz
Federgewicht: 4. Platz

### Judo
| Mädchen - Omaria Ramírez Klasse bis 78 kg: 9. Platz Mixed: 9. Platz (im Team Seoul) | Jungen - Antonio Tornal Klasse bis 66 kg: Bronze Mixed: 5. Platz (im Team Atlanta) |

### Leichtathletik
Mädchen
- Carla López
5 km Gehen: 15. Platz

### Schwimmen
Mädchen
- Mariel Mencía
50 m Freistil: 32. Platz
50 m Schmetterling: 30. Platz

### Segeln
| Mädchen - Paula Herrmann IKA Twin Tip Racing: 9. Platz | Jungen - Deury Corniel IKA Twin Tip Racing: Gold |

### Tennis
Jungen
- Nick Hardt
Einzel: 1. Runde
Doppel: Viertelfinale (mit Patrick Sydow  Aruba)
Mixed: Achtelfinale (mit Gabriela Rivera  Argentinien)